# Tyska F3-mästerskapet 2001
Tyska F3-mästerskapet 2001 var ett race som vanns av Toshihiro Kaneishi.

## Delsegrare
| Bana         | Vinnare                | Vinnare            |
| ------------ | ---------------------- | ------------------ |
| Hockenheim   | Frank Diefenbacher     | Frank Diefenbacher |
| Nürburgring  | Pierre Kaffer          | Stefan Mücke       |
| Oschersleben | Gary Paffett           | Pierre Kaffer      |
| Sachsenring  | Markus Winkelhock      | Pierre Kaffer      |
| Norisring    | Frank Diefenbacher     | Toshihiro Kaneishi |
| Hockenheim   | João Paulo de Oliveira | Kosuke Matsuura    |
| Lausitzring  | Markus Winkelhock      | Frank Diefenbacher |
| Nürburgring  | Björn Wirdheim         | Pierre Kaffer      |
| A1-Ring      | Toshihiro Kaneishi     | Björn Wirdheim     |
| Hockenheim   | Markus Winkelhock      | Stefan Mücke       |

## Slutställning
| Plats | Förare                 | Poäng |
| ----- | ---------------------- | ----- |
| 1     | Toshihiro Kaneishi     | 182   |
| 2     | Stefan Mücke           | 178   |
| 3     | Frank Diefenbacher     | 172   |
| 4     | Pierre Kaffer          | 156   |
| 5     | Markus Winkelhock      | 141   |
| 6     | Gary Paffett           | 123   |
| 7     | João Paulo de Oliveira | 116   |
| 8     | Kosuke Matsuura        | 83    |
| 9     | Björn Wirdheim         | 80    |
| 10    | Tony Schmidt           | 56    |